# Martin Neuner

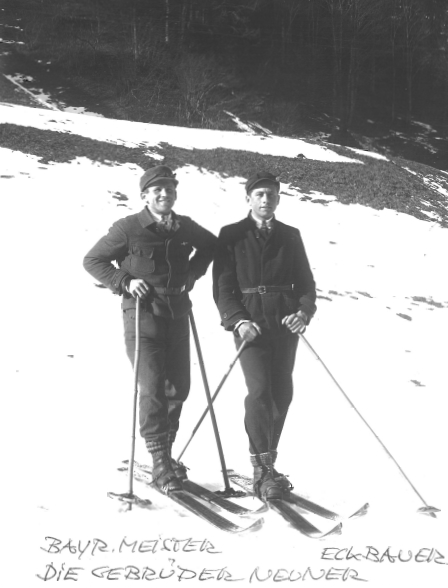
Martin Neuner och brodern Karl.

Martin Neuner, född 14 december 1900 i Partenkirchen i Bayern, död 2 augusti 1944 i Garmisch-Partenkirchen, var en tysk backhoppare. Han var med i de olympiska vinterspelen i Sankt Moritz 1928 i backhoppning där han kom på nionde plats. Han var bror till Karl Neuner.